# Arba Minch

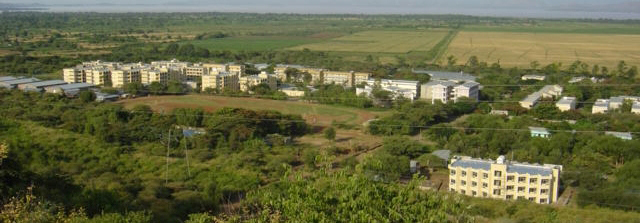
Vista aérea da Universidade Arba Minch

Arba Minch (Amárico: አርባ ምንጭ, "Quarenta fontes") é uma cidade e woreda separada no sul da Etiópia; o primeiro nome comum para esta cidade era Ganta Garo. Localizado no Zona Gamo Gofa da Região das Nações, Nacionalidades e Povos do Sul, cerca de 500 quiômetros ao sul de Adis Abeba, a uma altitude de 1285 metros acima do nível do mar. É a maior cidade da Zona Gamo Gofa e a segunda maior no SNNPR, ao lado de Awasa. Está cercado por Arba Minch Zuria e pela zona mais engenhosa da região sul, incluindo dois maiores lagos da Etiópia (Chamo e Abaya), mais de 40 nascentes, Parque Nacional Nech Sar, mercado de crocodilos, várias frutas, incluindo banana, maçã, manga, abacate, etc.